# Meistaraflokkur 1921
La Meistaraflokkur 1921 fu la decima edizione del campionato di calcio islandese concluso con la vittoria del Fram al suo settimo titolo.

## Formula
Tutto invariato rispetto alla stagione precedente. Le medesime tre squadre si incontrarono in un turno di sola andata per un totale di due partite ciascuna.

## Squadre partecipanti
| Club     | Città     | Posizione 1920     |
| -------- | --------- | ------------------ |
| Fram     | Reykjavík | 3°                 |
| KR       | Reykjavík | 2°                 |
| Víkingur | Reykjavík | Campione d'Islanda |

Tutti gli incontri si disputarono allo stadio Melavöllur, impianto situato nella capitale.

## Classifica finale
|                    | Pos. | Squadra  | Pt | G | V | N | P | GF | GS | DR |
| ------------------ | ---- | -------- | -- | - | - | - | - | -- | -- | -- |
| Islanda (bandiera) | 1.   | Fram     | 4  | 2 | 2 | 0 | 0 | 10 | 1  | +9 |
|                    | 2.   | Víkingur | 2  | 2 | 1 | 0 | 1 | 3  | 6  | -3 |
|                    | 3.   | KR       | 0  | 2 | 0 | 0 | 2 | 3  | 9  | -6 |

Legenda:

      Campione di Islanda
Note:

Due punti a vittoria, uno a pareggio, zero a sconfitta.

### Verdetti
- Fram Campione d'Islanda 1921.